# Hans-Joachim Hartnick
Hans-Joachim Hartnick (Wormlage, 12 gennaio 1955) è un ex ciclista su strada tedesco.

## Palmarès

### Strada
- 1974 (SC Cottbus, tre vittorie)

Campionati tedeschi orientali, Prova in linea
3ª tappa Course de la Paix (Toruń > Poznań)
7ª tappa Course de la Paix (Neubrandenburg > Berlino)
- 1975 (SC Cottbus, tre vittorie)

Campionati tedeschi orientali, Prova in linea
Campionati tedeschi orientali, Cronometro
1ª tappa Course de la Paix (Berlino > Magdeburgo)
- 1976 (SC Cottbus, due vittorie)

14ª tappa Course de la Paix (Magdeburgo > Berlino)
Classifica generale Course de la Paix
- 1977 (SC Cottbus, una vittoria)

Rund um Berlin
- 1979 (SC Cottbus, una vittoria)

Internationale Thüringen Rundfahrt
- 1980 (SC Cottbus, due vittorie)

Campionati tedeschi orientali, Prova in linea
3ª tappa Vuelta a Cuba (Las Tunas)
- 1981 (SC Cottbus, una vittoria)

Classifica general Tour de la Yvonne

#### Altri successi
- 1974 (SC Cottbus)

Harzrundfahrt
1ª tappa DDR Rundfahrt (Dessau)
6ª tappa DDR Rundfahrt
Classifica generale DDR Rundfahrt
Rund um den Sachsenring
- 1975 (SC Cottbus)

Grand Prix of D.D.R., cronosquadre
Campionati tedeschi orientali, Criterium
Campionati tedeschi orientali, Prova in salita
3ª tappa DDR Rundfahrt (Eisenhüttenstadt)
Classifica generale DDR Rundfahrt
Zelzate
Criterium di Korneuburg
- 1976 (SC Cottbus)

Campionati tedeschi orientali, Criterium
- 1978 (SC Cottbus)

Campionati tedeschi orientali, Criterium
Internatie Reningelst
- 1979 (SC Cottbus)

2ª tappa DDR Rundfahrt
Campionati del mondo, Cronosquadre dilettanti
- 1980 (SC Cottbus)

Prologo DDR Rundfahrt (Schwarzburg > Bad Blankenburg, cronosquadre)
- 1981 (SC Cottbus)

4ª tappa Vuelta a Cuba (Las Tunas, cronosquadre)
Prologo DDR Rundfahrt (Francoforte, cronosquadre)
4ª tappa DDR Rundfahrt

### Ciclocross
- 1980-1981

Campionati tedeschi orientali, Prova Elite

## Piazzamenti

### Competizioni mondiali
- Campionati del mondo

Montreal 1974 - In linea Dilettanti: 22°
Montreal 1974 - Cronosquadre Dilettanti: 3°
Mettet 1975 - In linea Dilettanti: 12°
Nürburgring 1978 - In linea Dilettanti: 43°
Valkenburg 1979 - Cronosquadre Dilettanti: vincitore
- Giochi olimpici

Montreal 1976 - In linea: ritirato
Montreal 1976 - Cronosquadre: 10°
Mosca 1980 - Cronosquadre: 2°